# Xeroftalmia
La xeroftalmia (del griego xerós [seco] + ophthalmós [ojo] + ia; en alfabeto griego moderno: ξηρός + οφθαλμός.), también síndrome del ojo seco, conjuntivitis seca, queratitis seca, xeroftalmos, xerosis ocular, es una enfermedad ocular caracterizada por sequedad persistente de la conjuntiva y opacidad de la córnea.

## Epidemiología
Según un estudio del 2003, había en Estados Unidos 3,2 millones de mujeres mayores de 50 años que estaban afectadas por el síndrome del ojo seco. Es más frecuente en adultos mayores.

## Etiología
Múltiples causas pueden generar la xeroftalmia, una patología que ya fue estudiada por Hipócrates, manteniéndose el nombre genérico. El ojo seco puede generarse por una disfunción de las glándulas de Meibomio, lo que genera una menor producción de lágrimas, aunque existen ciertos hábitos que se asocian con una mayor predisposición a padecer xeroftalmia:
- Uso excesivo de pantallas;
- Abuso de lentillas;
- Ambientes muy secos;
- Menopausia;
- Alergias.

Hay enfermedades específicas que causan el ojo seco (como la queratoconjuntivitis seca). Algunas enfermedades que la provocan son:
- Deficiencia de vitamina A
- Síndrome de Sjögren
- Artritis reumatoide y otras enfermedades reumatológicas
- Quemaduras químicas o térmicas
- Fármacos como atenolol, clorfeniramina, hidroclorotiazida, isotretinoína, ketorolaco, ketotifeno, levocabastina, levofloxacina, oxibutinina, tolterodina.

## Cuadro clínico
Con el transcurso de la enfermedad ocurre un engrosamiento de la córnea y disminución de la agudeza visual. Otros síntomas de la xeroftalmia son escozor o quemazón de ojos, sensación de cuerpo extraño, picor (prurito), legañas y enrojecimiento conjuntival.

## Diagnóstico
Para diagnosticar la ausencia de lagrimeo se realiza una prueba de Schirmer, que consiste en colocar una tira de papel secante del párpado inferior y observar cuánta longitud del papel se empapa de lágrimas.
Para diagnosticar el ojo seco los oftalmólogos suelen realizar el test de sequedad ocular o test de OSDI (Ocular Surface Disease Index) que permite realizar una primera valoración del tipo de ojo seco y su complicación.
Se pueden identificar diferentes tipos de ojo seco:
- Evaporativo.
- Hiposecretor.
- Neuropático.
- Mixto.

## Tratamiento
El tratamiento debe ser el de la enfermedad de base que lo causa. Los corticoides pueden ser eficaces en fases iniciales de la enfermedad. Cuando se demuestre deficiencia de vitamina A se administra en suplementos. La pilocarpina es un fármaco que aumenta la producción lacrimal. Algunos preparados (lágrimas artificiales) que se utilizan para mejorar la sequedad consisten en soluciones de hipromelosa y geles de carbómero, que se aplican sobre la conjuntiva.[cita requerida]
Además de los tratamientos descritos en el párrafo anterior, según un estudio de tres meses a doble ciego controlado con placebo en pacientes afectos de disfunción glandular meibomiana, dio como resultado que los pacientes que utilizaron un suplemento rico en triglicérido puro de ácido docosahexaenoico (DHA-Omega-3;  Brudy Sec 1.5) obtuvieron una mejora significativa de los síntomas y de las pruebas objetivas.